# Château de Thoury
Le château de Thoury est un ancien château fort qui se dresse sur le territoire de la commune française de Saint-Pourçain-sur-Besbre dans le département de l'Allier, en région Auvergne-Rhône-Alpes. L'édifice est inscrit au titre des monuments historiques.

## Localisation
Le château de Thoury est situé sur la commune de Saint-Pourçain-sur-Besbre, à 25 km à l’est de Moulins, près du parc d'attractions et animalier Le Pal, dans le département français de l'Allier.

## Historique
Propriété des seigneurs de Thoury-sur-Besbre, il faut savoir qu'au XIIe siècle une fortification en pierre qui avait elle même succédé à un château à motte surveillait déjà la circulation le long de la rivière. Elle fut construite par les seigneurs de Thoury, d'où son nom, et formait la seigneurie de Thoury-sur-Besbre. Le premier seigneur de Thoury connu est Rodolphe de Thoury, chevalier, cité en 1164 dans une bulle du pape Alexandre III pour une donation a l'abbaye de Sept-Fons, et serait selon une tradition, toutefois non prouvée, l'un des premiers seigneurs du Bourbonnais participant à une croisade. Goussaut de Thoury, son descendant, fit d'ailleurs enfermer dans le château son ennemi personnel, Renaud de la Motte, en 1336. Vers 1360, le château est occupé comme celui de Beauvoir par les Anglais. Durant la guerre de Cent Ans, de nombreux soudards ont reculé devant cette véritable forteresse aux murs épais.[réf. nécessaire]
Au début du XVe siècle, le château passe par mariage de Guicharde de Thoury, dame dudit lieu, à Jean de l'Espinasse. Le château alors connaît beaucoup de remaniements architecturaux.
En 1501, Jean de l'Espinasse vendit Thoury à Charles Sorel (ou Soreau), seigneur de Saint-Gérand-de-Vaux et neveu d'Agnès Sorel, maîtresse du roi Charles VII. Il y a alors coseigneurie jusqu'en 1503. À cette époque, une galerie à l'italienne est construite.
Marguerite Sorel, fille de Charles Sorel, apporta cette terre à son mari, Bertrand de Rollat, en 1542.
Une centaine d'années plus tard, en 1636, Pierre Roussaut, seigneur de la Chasseigne, acquit Thoury.
Puis il passa par alliance à Philippe de Brinon en 1653, auquel succéda son fils, et en 1715, à Jean-François Valette de Rochevert, président trésorier de France au bureau des finances de la généralité de Riom, époux de Marie Madeleine de Brinon. Celui-ci vendit le château en 1751 à Clément Conny, sieur de La Motte et de La Fay, greffier en chef au parlement des Dombes (charge anoblissante).
Le château de Thoury est toujours, au XXIe siècle, la résidence de la famille de Conny de Lafay,.

## Description

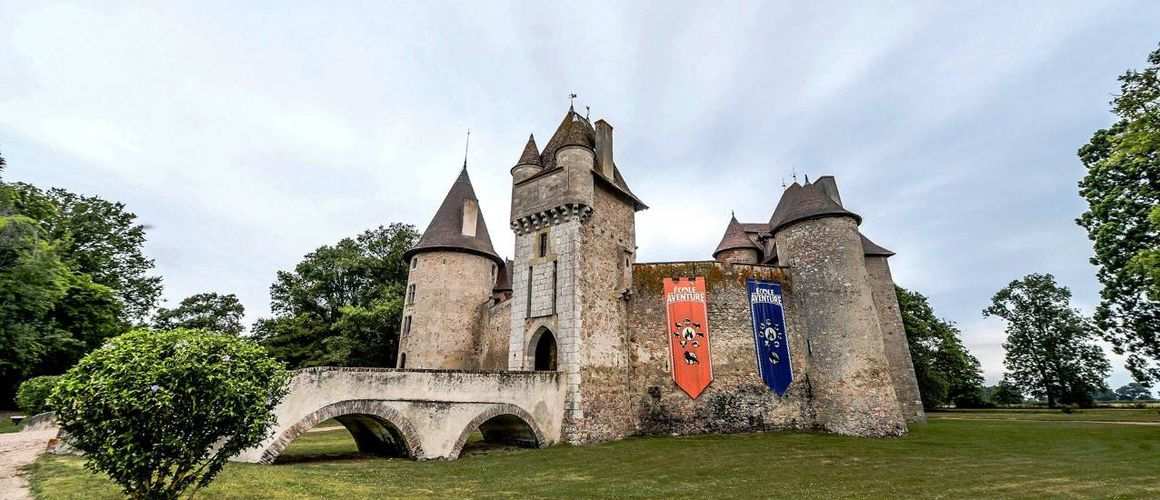
Les bannières d'École Aventure sur le château de Thoury.

Le château de Thoury est une construction féodale sous forme d'une enceinte fortifiée qui se dresse au milieu d'un parc et affiche fièrement ses deux corps de logis reliés par de hautes courtines. La porte d'accès principale est rehaussée de mâchicoulis et de deux tours à toit en poivrière.
Son plan est celui d'une motte féodale dont les palissades ont été remplacées par des murs contre lesquels ultérieurement ont été construits le logis et les dépendances. Le pont-levis n'a été remplacé qu'au XVIIe siècle par un pont dormant, et les fossés furent comblés en 1870. Au XVIe siècle on aménagea dans l'enceinte la galerie à l'italienne.
Le château se visite ; on pourra ainsi découvrir la cour intérieure, la galerie italienne, la tour de garde (aménagée en petit musée de la chasse) et la tour de guet qui, elle, renferme les souvenirs d'une famille dont l'amiral de Kerguelen faisait partie. Des concerts, expositions et maquettes animent régulièrement le château.
Le château a servi de décor pour une émission d’École Aventure sur Télétoon+, ainsi que pour l'émission Les Traîtres diffusée sur M6 et tournée principalement au château de Beauvoir voisin.

## Protection
Le château et son enceinte son inscrits au titre des monuments historiques par arrêté du 13 février 1928.